# Jacques Koslowsky
 (décembre 2009).
Si vous disposez d'ouvrages ou d'articles de référence ou si vous connaissez des sites web de qualité traitant du thème abordé ici, merci de compléter l'article en donnant les références utiles à sa vérifiabilité et en les liant à la section « Notes et références ».
Pour les articles homonymes, voir Koslowski.
Jacques ou Jacob Koslowsky (Pakuonis, 13 mars 1904 - Palma de Majorque, 30 octobre 1993) est un peintre américain d'origine lituanienne.

## Biographie

### L'enfance
Jacques Koslowsky nait le 13 mars 1904 à Pakuonis, un village à une vingtaine de kilomètres au sud de Kaunas, alors dans le Gouvernement de Suwałki. La Lituanie appartient alors à l'Empire russe. Jacques Koslowsky est le quatrième enfant d'une famille qui en comportera dix.
.

### L'entre-deux-guerres
En 1924 son père accepte son départ pour Florence afin qu'il entreprenne des études de médecine. Il n'assiste qu'aux cours d'anatomie et consacre le reste de son temps à la peinture. L'année suivante il est admis à l'Académie des Beaux-Arts de Florence où il est formé notamment par Felice Carena.
Il passe quelque temps à Tel-Aviv, en Palestine mandataire, où il pratique la peinture et la critique d'art.
Puis il s'installe à Paris, d'abord dans le Quartier latin, rue Monge. Il se fait connaître sous le nom de Jacques Koslowsky, plus facile à retenir que Jokūbas Kazlauskas, son nom lituanien.
Il est élève à l'École nationale supérieure des beaux-arts et en sort diplômé en 1932.
Il occupe ensuite un atelier dans le Quartier du Montparnasse, rue d'Arsonval.
- En 1927, il expose pour la première fois deux de ses œuvres au Salon d'automne.
- En 1930, il devient membre permanent de la société du Salon des indépendants.

### La Seconde Guerre Mondiale
À la mi-Juin 1940, devant l'avancée allemande, il décide  de quitter la France. Il passe la frontière avec l'Espagne le 22 août 1940, et embarque le 26 août 1940 à Lisbonne pour les États-Unis.
Appréciant peu la ville de New York, il trouve son inspiration dans les musées. Il peint pour les galeries Burrel, Rembrandt et Glezer.

### L'après guerre
La nationalité américaine lui est accordée en 1946.
Il retourne s'installer en France en 1947, retrouvant son atelier intact. Il expose de nouveau au Salon des indépendants et au Salon d'automne, mais vend principalement aux États-Unis. Deux de ses œuvres précédemment exposées au Salon des Indépendants entrent en 1952, dans les Collections Nationales françaises.
En 1964, il découvre l'île de Majorque. Enchanté par son climat et ses paysages, il s'y installe, d'abord temporairement à Deià, puis définitivement à Bunyola.